# Mélissa Bounoua
Melissa Bounoua née en 1986 à Saint-Maurice dans le Val-de-Marne, est une journaliste, entrepreneuse et podcasteuse,,.

## Biographie

### Formation
Titulaire d'un bac scientifique, elle intègre ensuite hypokhâgne, puis khâgne et obtient une licence de géographie à l'institut de géographie de l'université Paris-I-Panthéon Sorbonne. Elle rejoint ensuite l'école de journalisme de Sciences Po dont elle sera diplômée en 2010. Elle découvre les possibilités offertes par internet pour faire du journalisme à la fin des années 2000 alors qu'elle est encore en formation. Elle créé un compte Twitter en 2007qui rassemble près de 200.000 abonnés.

### Carrière
Elle a travaillé pour Arte.tv, puis 20minutes.fr et L'Obs avant de devenir rédactrice en chef adjointe pour le magazine Slate.fr. Au sein de Slate, elle a notamment travaillé sur le projet Reader.fr.
D'octobre 2012 à janvier 2019, elle a été chroniqueuse pour le podcast Studio 404, un podcast sur la culture numérique.
Melissa Bounoua est la cofondatrice du studio de podcasts Louie Media avec Charlotte Pudlowski,,,,, lancé en mars 2018 et dont l'objectif est de "raconter notre société à travers des podcasts narratifs haut de gamme". Charlotte Pudlowski et Mélissa Bounoua ont noué une amitié lors d'un semestre d'échange à l'école de journalisme de l'université du Missouri. Elles financent chacune Louie fin 2017 et continuent pendant deux ans de produire pour Slate le podcast Transfert. Louie Media produit les podcasts Entre, Émotions, Passages, Injustices,...et produit des podcasts pour des plateformes (Spotify, Deezer, Sybel), des institutions et des marques. En 2019, Louie Media finalise une première levée de fonds,. Puis le groupe CMI est entré au capital de Louie Media en 2022 .

## Accusations de harcèlement
En juillet 2021, Melissa Bounoua est accusée de harcèlement moral en tant que dirigeante de Louie Media dans un article de Télérama dans laquelle neuf anciennes employées décrivent une ambiance contraire aux valeurs féministes mises en avant par l'entreprise,. Mélissa Bounoua avait refusé de répondre à l'enquête de l'association Prenons la une qui a conclu que « les éléments reprochés conduisent à la définition légale du harcèlement moral ». Le 17 juillet 2021, Melissa Bounoua a démissionné de l’association "Prenons la une" juste après en avoir été suspendue.